# بيني بين زاكين
بيني بين زاكين (بالعبرية: בני בן זקן‏) هو لاعب كرة قدم ومدرب كرة قدم إسرائيلي في مركز الوسط، ولد في 18 أكتوبر 1982 في كريات شمونة في إسرائيل. لعب مع نادي هبوعيل إيروني كريات شمونة.

## وصلات خارجية
- بيني بين زاكين على موقع قاعدة بيانات كرة القدم.إي يو (الإنجليزية)